# Кутине
Кутине су насељено мјесто у општини Калиновик, Република Српска, БиХ. Према попису становништва из 1991. у насељу је живјело 26 становника. Према попису становништва из 2013. у насељу је живјело 8 становника.

## Географија
Кутине се налазе у западном дијелу Општине Калиновик, свега неколико километара од обале Неретве. Надморска висина је око 840 метара.

## Становништво
Према попису становништва из 1991. године, мјесто је имало 26 становника. По попису из 2013. у насељу је живјело 8 становника. Становништво су чинили Бошњаци.
| Демографија | Демографија | Демографија |
| Година      | Становника  | Становника  |
| ----------- | ----------- | ----------- |
| 1961.       | 123         |             |
| 1971.       | 86          |             |
| 1981.       | 57          |             |
| 1991.       | 26          |             |
| 2013.       | 8           |             |